# كين ستيفنز
كين ستيفنز (بالإنجليزية: Ken Stephens)‏ هو مدير فني أمريكي، ولد في 2 أبريل 1931 في كونوي في الولايات المتحدة.